# Francia en la Eurocopa 1984
La Selección de fútbol de Francia fue una de las 8 selecciones participantes en la Eurocopa 1984, por ser el anfitrión del torneo fue el primer equipo en clasificarse al certamen. Fue la segunda participación de Francia en la Eurocopa y la segunda disputada en territorio francés.
Francia quedó encuadrada en el grupo A, en el primer encuentro ganó por la mínima 1-0 a Dinamarca. En el segundo encuentro se impusieron categóricamente por 5-0 a Bélgica. En el último encuentro del grupo, derrotó por 3-2 a Yugoslavia, así clasificó como primera del grupo.
En semifinales venció en la prórroga en uno de los partidos más trepidantes de la historia del torneo por 3-2 a Portugal y así avanzaron a su primera final internacional.
La final fue disputada el 27 de junio de 1984, en el Parque de los Príncipes de París. Venció por 2-0 a España en una final muy recordada por el error de la defensa española que permitió el tiro y que se escapó por poco al portero español Luis Arconada tras un disparo raso de Michel Platini que se curva en la pared y que le costó la apertura del marcador.
Michel Platini establece el récord de más goles en una sola edición con nueve tantos y es elegido el mejor jugador de la competición.
Tras un torneo repleto de victorias, Francia se proclamó vencedora de la Eurocopa por primera vez, del que también fue su primer título oficial de su historia.

## Preparación
| Fecha                   | Lugar       |            |                       | Resultado |                       |                  |
| ----------------------- | ----------- | ---------- | --------------------- | --------- | --------------------- | ---------------- |
| 7 de septiembre de 1983 | Copenhague  | Dinamarca  | Bandera de Dinamarca  | 3:1       | Bandera de Francia    | Francia          |
| 5 de octubre de 1983    | París       | Francia    | Bandera de Francia    | 1:1       | Bandera de España     | España           |
| 12 de noviembre de 1983 | Zagreb      | Yugoslavia | Bandera de Yugoslavia | 1:1       | Bandera de Francia    | Francia          |
| 29 de febrero de 1984   | París       | Francia    | Bandera de Francia    | 2:0       | Bandera de Inglaterra | Inglaterra       |
| 28 de marzo de 1984     | Marsella    | Francia    | Bandera de Francia    | 1:0       | Bandera de Austria    | Austria          |
| 18 de abril de 1984     | Estrasburgo | Francia    | Bandera de Francia    | 1:0       | Bandera de Alemania   | Alemania Federal |
| 1 de junio de 1984      | Marsella    | Francia    | Bandera de Francia    | 2:0       | Bandera de Escocia    | Escocia          |

## Jugadores
| #  | Nombre                 | Posición      | Club                |
| -- | ---------------------- | ------------- | ------------------- |
| 1  | Joël Bats              | Portero       | AJ Auxerre          |
| 2  | Manuel Amoros          | Defensa       | A. S. Mónaco        |
| 3  | Jean-François Domergue | Defensa       | Toulouse F. C.      |
| 4  | Maxime Bossis          | Defensa       | F. C. Nantes        |
| 5  | Patrick Battiston      | Defensa       | Bordeaux            |
| 6  | Luis Fernandez         | Mediocampista | Paris Saint-Germain |
| 7  | Jean-Marc Ferreri      | Mediocampista | AJ Auxerre          |
| 8  | Daniel Bravo           | Mediocampista | A. S. Mónaco        |
| 9  | Bernard Genghini       | Mediocampista | A. S. Mónaco        |
| 10 | Michel Platini         | Mediocampista | Juventus F. C.      |
| 11 | Bruno Bellone          | Mediocampista | A. S. Mónaco        |
| 12 | Alain Giresse          | Mediocampista | Bordeaux            |
| 13 | Didier Six             | Mediocampista | Mulhouse            |
| 14 | Jean Tigana            | Mediocampista | Bordeaux            |
| 15 | Yvon Le Roux           | Delantero     | A. S. Mónaco        |
| 16 | Dominique Rocheteau    | Mediocampista | Paris Saint-Germain |
| 17 | Bernard Lacombe        | Mediocampista | Bordeaux            |
| 18 | Thierry Tusseau        | Defensa       | Bordeaux            |
| 19 | Philippe Bergeroo      | Portero       | Toulouse F. C.      |
| 20 | Albert Rust            | Portero       | F. C. Sochaux       |
| DT | Michel Hidalgo         |               |                     |

## Participación

### Grupo A
| Selección  | Pts | PJ | PG | PE | PP | GF | GC | Dif |
| ---------- | --- | -- | -- | -- | -- | -- | -- | --- |
| Francia    | 6   | 3  | 3  | 0  | 0  | 9  | 2  | 7   |
| Dinamarca  | 4   | 3  | 2  | 0  | 1  | 8  | 3  | 5   |
| Bélgica    | 2   | 3  | 1  | 0  | 2  | 4  | 8  | −4  |
| Yugoslavia | 0   | 3  | 0  | 0  | 3  | 2  | 10 | −8  |

| 12 de junio de 1984, 20:30                | Francia     | 1:0 (0:0) | Dinamarca | Parc des Princes, París                                 |                                                         |
|                                           | Platini 78' |           |           | Asistencia: 47 570 espectadores Árbitro(s): Volker Roth | Asistencia: 47 570 espectadores Árbitro(s): Volker Roth |
| Primera victoria de Francia por Eurocopa. |             |           |           |                                                         |                                                         |

| 16 de junio de 1984, 17:15 | Francia                                                        | 5:0 (3:0) | Bélgica | Stade de la Beaujoire, Nantes                             |                                                           |
|                            | Platini 4', 74', 89' (pen.) · Giresse 33' · Luis Fernández 43' |           |         | Asistencia: 51 359 espectadores Árbitro(s): Bob Valentine | Asistencia: 51 359 espectadores Árbitro(s): Bob Valentine |

| 19 de junio de 1984, 20:30 | Francia               | 3:2 (0:1) | Yugoslavia                        | Stade Geoffroy-Guichard, Saint-Étienne                  |                                                         |
| | Platini 59', 62', 77' |           | Sestic 32' · Stojković 84' (pen.) | Asistencia: 45 789 espectadores Árbitro(s): André Daina | Asistencia: 45 789 espectadores Árbitro(s): André Daina |
| Primera y única eliminación de Yugoslavia en la primera fase de una Eurocopa. Último partido de la República Federativa Socialista de Yugoslavia por Eurocopas antes de su disolución. |                       |           |                                   |                                                         |                                                         |

### Semifinales
| 23 de junio de 1984, 20:00                                   | Francia                           | 3:2 (1:1, 1:0) (t. s.)(2:1 t. s.) | Portugal        | Stade Vélodrome, Marsella                                 |                                                           |
|                                                              | Domergue 24', 114' · Platini 119' |                                   | Jordão 74', 98' | Asistencia: 54 848 espectadores Árbitro(s): Paolo Bergamo | Asistencia: 54 848 espectadores Árbitro(s): Paolo Bergamo |
| Primera clasificación de Francia a la final de una Eurocopa. |                                   |                                   |                 |                                                           |                                                           |

### Final
| 27 de junio de 1984, 20:00 | Francia                   | 2:0 (0:0) | España | Parc des Princes, París                                      |                                                              |
|                            | Platini 58' · Bellone 90' |           |        | Asistencia: 47 368 espectadores Árbitro(s): Vojtech Christov | Asistencia: 47 368 espectadores Árbitro(s): Vojtech Christov |

| Bandera de Francia |
| Campeón Francia    |
| Primer título      |

## Estadísticas

### Posiciones

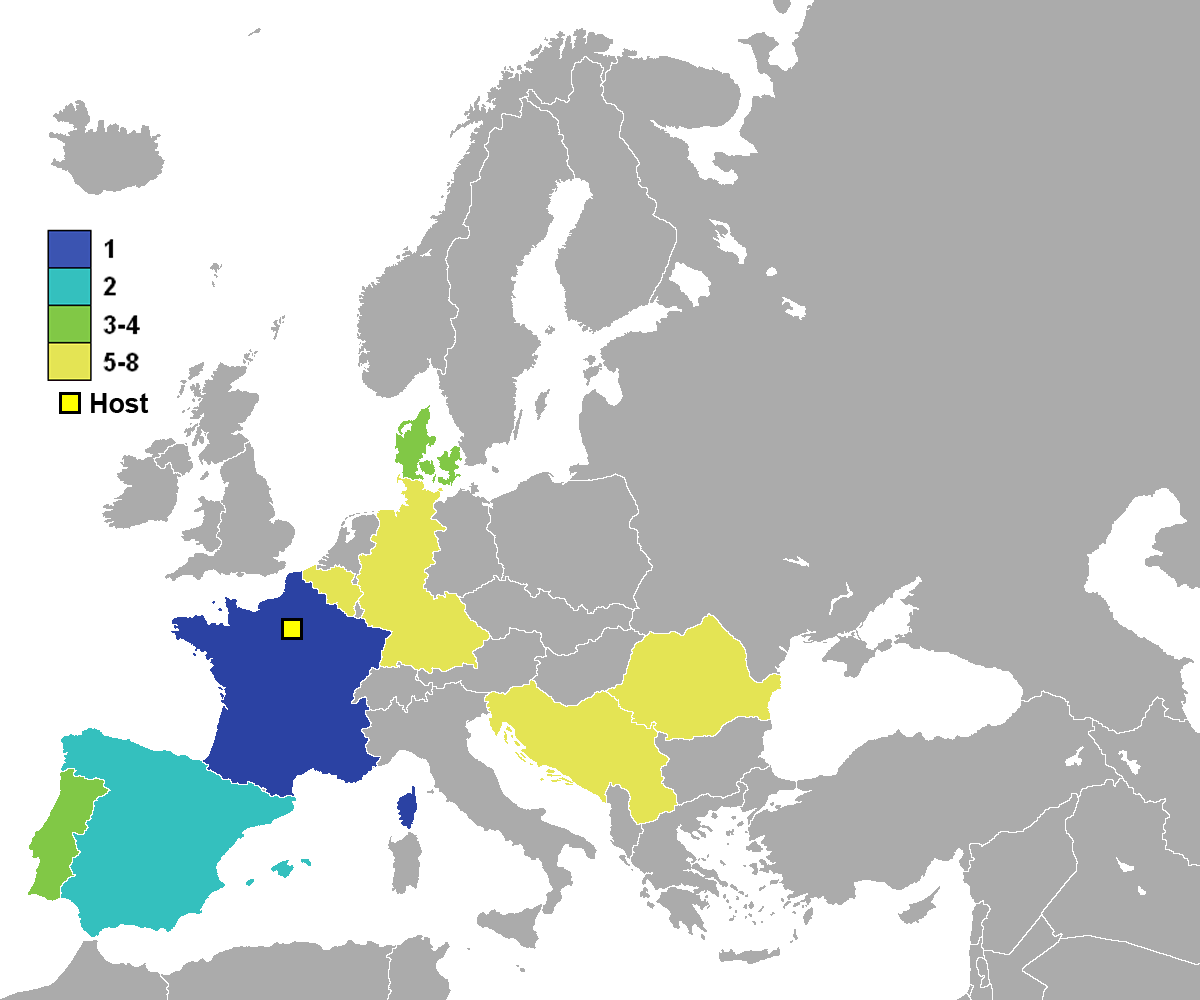
Mapa según los resultados de la Euro 1984.

#### Clasificación general
| Equipo | Equipo           | Pts | PJ | PG | PE | PP | GF | GC | Dif | Rend   |
| ------ | ---------------- | --- | -- | -- | -- | -- | -- | -- | --- | ------ |
| 1      | Francia          | 10  | 5  | 5  | 0  | 0  | 14 | 4  | 10  | 100%   |
| 2      | España           | 5   | 5  | 1  | 3  | 1  | 4  | 5  | −1  | 50%    |
| 3      | Dinamarca        | 5   | 4  | 2  | 1  | 1  | 9  | 4  | 5   | 62.5%  |
| 4      | Portugal         | 4   | 4  | 1  | 2  | 1  | 4  | 4  | 0   | 50%    |
| 5      | Alemania Federal | 3   | 3  | 1  | 1  | 1  | 2  | 2  | 0   | 50%    |
| 6      | Bélgica          | 2   | 3  | 1  | 0  | 2  | 4  | 8  | −4  | 33.33% |
| 7      | Rumania          | 1   | 3  | 0  | 1  | 2  | 2  | 4  | −2  | 16.67% |
| 8      | Yugoslavia       | 0   | 3  | 0  | 0  | 3  | 2  | 10 | −8  | 0%     |

### Goleadores
| Jugador                | Goles | PJ | Minuto |
| ---------------------- | ----- | -- | ------ |
| Michel Platini         | 9     | 5  | 480'   |
| Jean-François Domergue | 2     | 5  | 420'   |
| Bruno Bellone          | 1     | 3  | 196'   |
| Alain Giresse          | 1     | 5  | 480'   |
| Luis Fernandez         | 1     | 5  | 480'   |